# Adeonellopsis distoma
Adeonellopsis distoma är en mossdjursart som först beskrevs av Busk 1858.  Adeonellopsis distoma ingår i släktet Adeonellopsis och familjen Adeonidae. Utöver nominatformen finns också underarten A. d. imperforata.